# 梁羲文
梁羲文，媒體製作監製，香港男配音員，曾就讀於協同中學，九龍鄧鏡波學校。1995年獲頒獲總領袖獎章，香港大學理學士（化學）、社會工作碩士，曾於首屆亞太區青少年健康會議發表論文，後取得專業資格包括：美國催眠治療協會認可催眠治療師、美國梅奧醫院認可煙草治療專家、香港註冊社會工作者 ，天主教教區教理文憑、商業數碼攝影文憑。曾任香港城市大學應用社會科學系講師、香港中文大學專業進修學院課程導師暨實習督導，香港賽馬會旺角區文娛康樂體育會林百欣中心課程顧問、香港浸會大學持續教育學院兼任講師、主要任教心理學、社會工作、個案工作、人際溝通、公共行政倫理、微電影拍攝。

## 成癮輔導
曾任東華三院高級社工、個案工作員、輔導員，專注輔導成癮問題，包括：賭博輔導、債務輔導、過度消費、網絡成癮和戒煙輔導。

## 編寫及監製作品

### 電視廣告
- 惜食堂2016電視廣告[16]
- 《分手總要在Last Day》八達通O!ePay 電視廣告[17]
- 《現在說未來》宏利保險電視廣告片[18]

### 音樂片
- 《遊場歲月》香港遊樂場協會八十週年主題曲音樂片[19]
- 《街口有落》電影主題曲《那夜凌晨，我坐上了旺角開往大埔的紅Van》音樂片[20][21]
- 《答應你會幸福的》陳慧琳《Watch Me》數碼迷你專輯音樂片[22][23][24]

### 廣告短片
- 《外星人闖地球》政府網劇[25][26]
- 《Missing Voice》Sony 廣告片[27]
- 《分身爸打》社會服務聯會 賽馬會兒童為本共享親職計劃 微電影[28][29][30][31]
- 《隊友》譚仔雲南米線 廣告片[32][33][34]
- 《街貓食堂》HGC環球全域電訊廣告片[35]

### 品牌短片
- IBM Softlayer 廣告片[36]
- 港鐵最佳港鐵廣告大獎2015開幕片[37]
- 《#untaggable》Audi Q2 廣告片[38]
- 花王MegRhythm蒸氣溫熱眼膜《MeTime》廣告片[39]

## 配音作品

### 韓劇
| 首播年份 | 作品名稱       | 配演角色           | 角色演員 | 備註      |
| -------- | -------------- | ------------------ | -------- | --------- |
| 2018     | Cross (電視劇) | 善霖醫院小兒科科長 | 夏民     | ViuTV     |
| 2019     | 推理的女王2    | 陸勝華             | 洪基俊   | ViuTV     |
| 2019     | 百日的郎君     | 權赫               | 姜永錫   | Now劇集台 |
| 2019     | 先熱情地打掃吧 | 金秘書             | 金基南   | ViuTV     |
| 2019     | 男朋友         | 束草童話飯店總經理 | 金宗泰   | ViuTV     |
| 2020     | 監獄醫生       | 玄在民             | 李勇俊   | ViuTV     |
| 2020     | 德魯納酒店     | 鄭恩碩             | 吳泰景   | ViuTV     |
| 2020     | 深淵 (Abyss)   | 金室長             | 沈宇成   | Now劇集台 |

### 電影
| 首播年份 | 作品名稱 | 配演角色 | 角色演員   | 備註  |
| -------- | -------- | -------- | ---------- | ----- |
| 2020     | 美味情書 | Rajiv    | Nakul Vaid | ViuTV |

## 外部連結
- 香港大學學術庫論文<Newspaper reading habits of secondary school students in Hong Kong（页面存档备份，存于）>
- Amazon <Newspaper reading habits of secondary school students in Hong Kong（页面存档备份，存于）>